# 吳大本 (正德進士)
吳大本（1485年—？），字性夫，直隸寧國府宣城縣人，儒籍，明朝政治人物。

## 生平
正德十一年（1516年）丙子科應天府鄉試第七十五名舉人。正德十六年（1521年）中式辛巳科會試第二百七十二名，登第三甲第一百七十七名進士。授江西进贤县知县，嘉靖五年（1526年），試河南道監察御史。

## 家族
曾祖吳讓，曾任檢察司副使；祖父吳文常，贈戶部員外郎；父吳宗儒，曾任貢士。前母孫氏；母孫氏。慈侍下。